# Louis Silvers
Louis Silvers (Nova Iorque, 6 de setembro de 1889 — Los Angeles, 6 de março de 1954) é um compositor estadunidense. Venceu o Oscar de melhor trilha sonora na edição de 1935 por One Night of Love.